# Gious Kambos
Gious Kambos (griechisch Γιους Κάμπος) ist eine zirka 2,5 km² große Hochebene auf ungefähr 800 Metern Höhe über dem Meer in Zentralkreta. Das intensiv landwirtschaftlich genutzte Plateau gehört zum Gebiet der Gemeinde Agios Vasilios im Regionalbezirk Rethymno.

## Lage
Auf der Ost-West-Achse liegt die Hochebene genau auf halber Strecke zwischen den kretischen Dörfern Spili und Gerakari. Die Verbindungsstraße zwischen beiden Orten führt nördlich an ihr vorbei, tangiert sie aber nicht. Im Süden wird die Ebene vom Berg Agio Pnevma und den westlichen Ausläufern des Kedros begrenzt, im Norden von den Hängen des Soros. Zwischen den beiden südlichen Bergen führt ein Zugang ab Kissos über einen Pass auf die Ebene. Die Hochebene liegt auf dem Grenzgebiet zwischen den beiden traditionellen Bezirken (Eparchien) Agios Basileos und Syvritos (Nefs Amari), also dem Amari-Becken.
Das Gious Kambos ist eine Schwemmebene und daher sehr fruchtbar. Kleine Hügel aus Kalksteinen der Pindos-Serie und Schiefer ragen stellenweise über das Grundniveau der Ebene hinaus. Der südöstliche Teil der Ebene wird nach Süden in die Region um Spili entwässert, der kleinere nordwestliche in das Amaribecken. Trotz der intensiven landwirtschaftlichen Nutzung für Feld- und Gartenbau beherbergt die Hochebene, deren Klima sich von dem der deutlich höheren (Kedros) oder deutlich niederen (Amari-Becken, Spili-Tal) Umgebung unterscheidet, eine große Vielfalt an Orchideen und einige auf Kreta endemische Pflanzen. Unter anderem ist hier das bedeutendste Vorkommen der Tulpe Tulipa doerfleri. Zum Schutz der Gärten und Felder vor den teils heftigen Winden sind diese von dichten Hecken umzäunt.

## Name
Der Name Gious Kambos (sprich: ‚Jus Kambos‘) bedeutet ‚Feld der Io‘. Io (altgriechisch Ἰώ) war eine der vielen Geliebten des Gottes Zeus, sie wurde von ihm in eine Kuh verwandelt, um sie vor seiner Gemahlin Hera zu verbergen.

## Trivia
Die Gious Kambos-Ebene war Schauplatz einer der jüngsten Vendette auf Kreta: Im August 2008 kam es hier zu einer bewaffneten Auseinandersetzung zweier Familien aus Kissos und aus Gerakari um Weidenutzungsrechte. Ein Hirte wurde erschossen, mehrere andere schwer verletzt in die Krankenhäuser von Rethymno und Chania eingeliefert, nachdem sie im Health-Center in Spili erstversorgt worden waren.